# ブラン計画

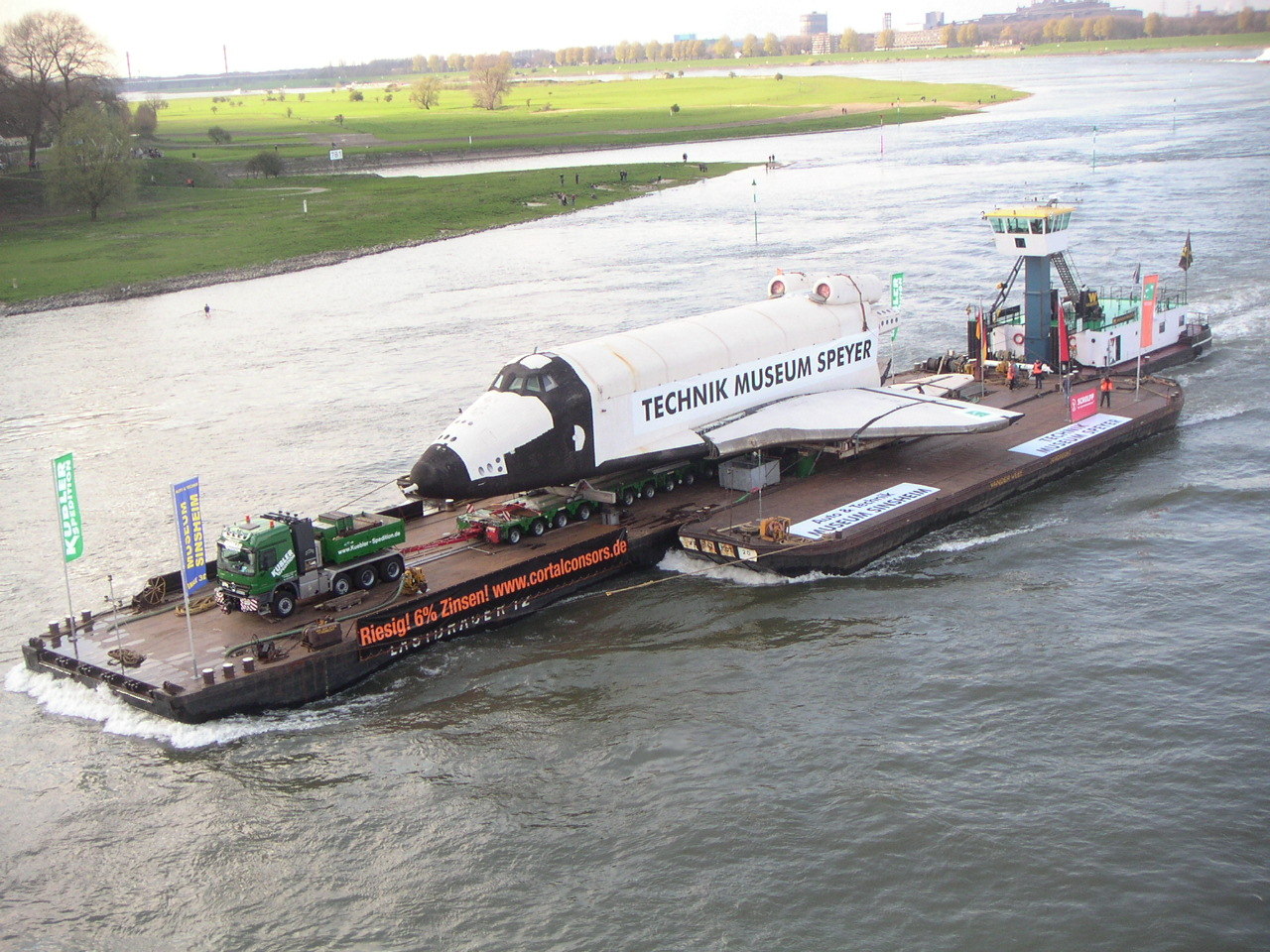
船で輸送されている途中のブランOK-GLI

ブラン計画（ブランけいかく）は、ソビエト連邦によって進められた再使用型宇宙往還機計画である。
開発は1970年代からスタートし、1980年代から本格化して1988年11月15日に初飛行した。その後ソビエト連邦の崩壊により中止された。

## 開発経緯
ソビエトは超大国としての力の均衡を保つためにアメリカ合衆国のスペースシャトルに対抗する再使用型宇宙往還機を必要としていた。
エネルギアは再使用型宇宙往還機"ブラン"を打ち上げるために設計されその特性上、他の機種がロケットの上にペイロードを搭載するのに対し、側面にペイロードを搭載するように設計された。エネルギア-ブランシステムの設計後、それは同様に補助ロケットを重量物打上げロケットとしてブランを載せずに使用する事が検討された。この仕様は"ブラン-T"という名称が与えられた。 この仕様では軌道へ到達する為に上段ロケットが必要とされた。 実際にはエネルギアの最初の打上げでは大型の軍用衛星をペイロードとして搭載した重量物打上げ仕様で打ち上げられた。

## 打ち上げ実績
エネルギアは1987年5月15日21時30分にポリウスを搭載して打ち上げられた。打ち上げ2秒後に大きく揺れたものの、エネルギア自体は問題なく打ち上がった。しかし、公式見解では2段目（ポリウス）のエンジン不良により同部位の軌道投入に失敗した（ゴルバチョフ大統領による打ち上げ直前の運用中止命令で投入しなかったとする説もある）。
ブランは1988年11月15日午前3時（協定世界時）にバイコヌール宇宙基地から無人で打ち上げられ、206分間にわたり地球軌道を周回し、発射場所であるバイコヌール宇宙基地の滑走路に自動着陸を成功させた。

## その後
予定では1992年に有人宇宙飛行を行うはずだったが、計画の遂行に多額の費用がかかることや、往還したブランの損傷が想像以上に大きく、修復にも時間と費用がかかる事が判明した上、1991年12月25日のソビエト連邦の崩壊により、ブラン計画は消滅した。1号機はカザフスタンのバイコヌール宇宙基地にそのまま保管されていたが、2002年5月12日に暴風に遭い、全壊した。また、2号機「プチーチュカ」、3号機「バイカル」など、いくつものブラン型派生モデル開発・製造途中だったが、これらも全て中止となった。現在は、バイコヌール宇宙基地内に設置されている博物館の園庭に試験モデルが展示されている。コックピットは当時のまま保存。その他はミュージアムになっている。
ブランの試験機であるOK-GLIは、2000年にオーストラリアで展示されたあと2002年にバーレーンに引き取られ、しばらくの間放置されていた。2004年にバーレーンからドイツのシュパイアーにあるシュパイアー技術博物館（ドイツ語: Technik-Museum Speyer）に引き取られることが決定し、2008年3月6日から同年4月12日にかけて船で輸送された。
ブランには、O・K・アントーノフ記念航空科学技術複合が設計・製造したAn-225ムリーヤという世界最大の航空機が専用機として輸送の任にあたっていた。こちらは世界最大の貨物機として知られる。
また、一時は放置状態だったAn-225が現役復帰する際にブランを商用衛星打ち上げ用として復帰させる計画もあった。実際には実現しなかったが、ロシア政府はプロトンロケットの限界を超える要求が今後増加した場合に備えてブランを現役に復帰させる計画を持っており、計画も「現時点で凍結」に改められている。
2013年9月にはドミトリー・ロゴージン副首相がロシア南部で開かれた武器の展示会に出席した際、高度1万メートル以上を飛ぶ航空機は将来的に成層圏を飛行する可能性を指摘し、「遅かれ早かれ時代を先取りしたブランのような計画に立ち戻らざるを得ない」と述べ、旅客機としての開発再開もありうることを示唆した。